# Bad Radio
Bad Radio var ett amerikanskt funkrock-band, aktivt från 1986 till 1990. Eddie Vedder var sångare från 1988 till 1989. Bandet var ett populärt liveband i södra Kalifornien, men släppte aldrig ett album på ett skivbolag.

## Medlemmar
Tidigare medlemmar
- Dave George – gitarr (1986–1990)
- Joey Ponchetti – trummor (1986–1989)
- Dave Silva – basgitarr (1986-1990)
- Keith Wood – sång (1986–1988, 1989–1990)
- Petey Bates – keyboard (1986–1988)
- Eddie Vedder – sång (1988–1989)
- Dawn Richardson – trummor (1989–1990)

## Diskografi
- Tower Records Demo (1989)
- What the Funk Demo (1989)